# Histoire de la république de Chine
Pour un article plus général, voir Histoire de la Chine.
Cet article concerne l’histoire de la république de Chine. Pour une vue générale de la république de Chine, voir République de Chine (1912-1949).

Le drapeau à cinq couleurs est utilisé comme drapeau national de la république de Chine dès sa création en 1912 jusqu'à 1928.

Le drapeau de la république de Chine à partir de 1928.

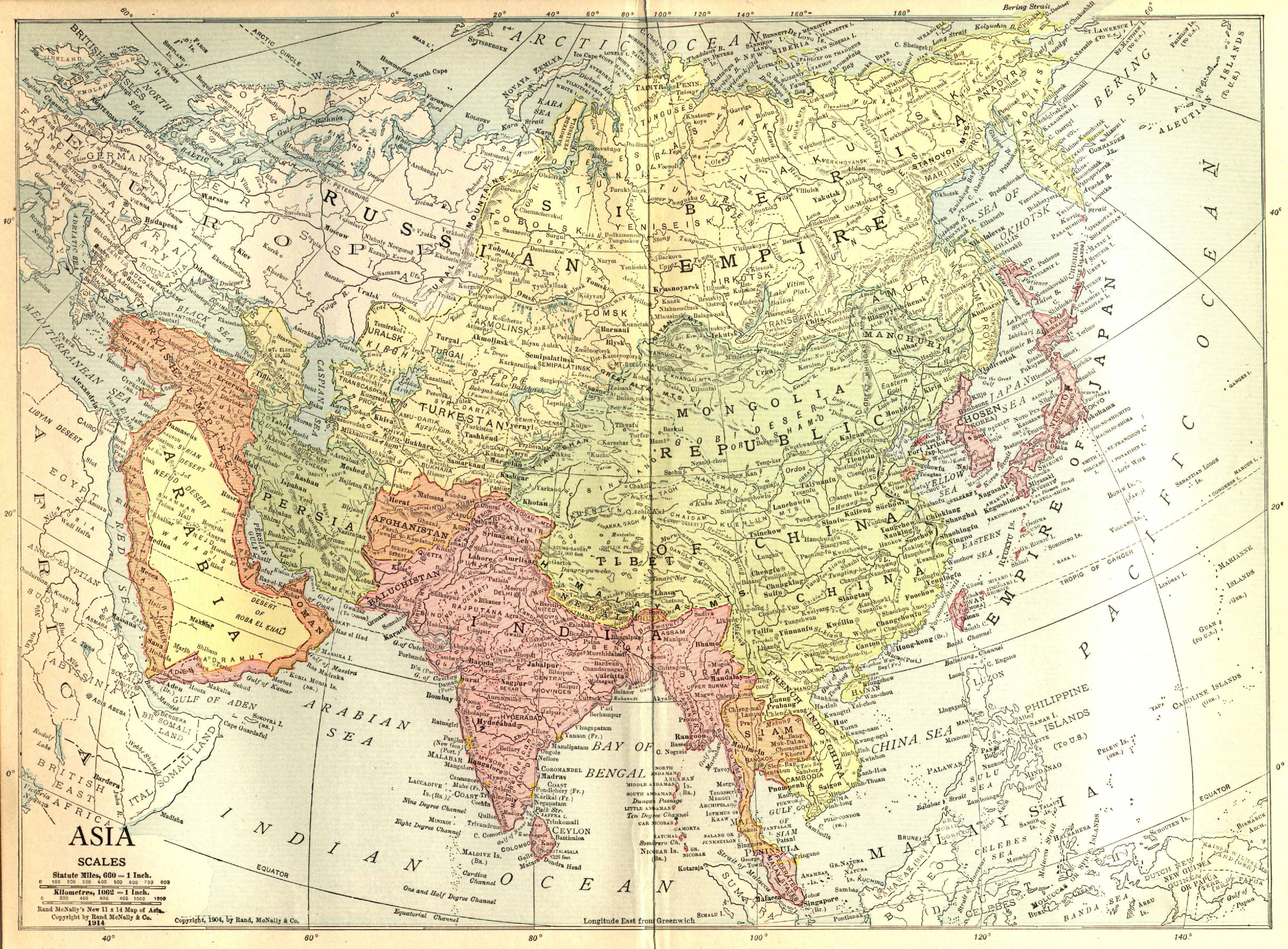
Carte américaine d'Asie en 1914.

L’histoire de la république de Chine débute avec la chute de la dynastie Qing et la formation d'une république en 1912. Dans ses premières décennies, la république de Chine connait une histoire mouvementée, marquée par la perte de territoires situés aux confins de l'ancien empire, les conflits internes, la domination des seigneurs de guerre, la guerre civile et l'occupation japonaise. À la suite de la capitulation japonaise et de la fin de la Seconde Guerre mondiale en 1945, la république de Chine devient un membre fondateur de l'Organisation des Nations unies et l'un des cinq membres permanent de son Conseil de sécurité.
Après la reprise de la guerre civile en 1945 et la défaite face à la république populaire de Chine nouvellement proclamée, la république de Chine se replie sur l'île de Taïwan en 1949 et perd le contrôle de la Chine continentale. En 1971 après la perte de son siège aux Nations unies au profit de la république populaire de Chine, la république de Chine revendiquait toujours la souveraineté sur l'ensemble du territoire chinois.
Une réforme agraire réussie puis un développement économique rapide et soutenu pendant la deuxième moitié du XXe siècle ont transformé Taïwan, l'un des quatre tigres asiatiques[pas clair] en un pays industrialisé développé jouissant d'un niveau de vie élevé. Le processus de réformes politiques engagé dans les années 1980 transforma le système politique auparavant dominé par un parti unique (le Kuomintang) en une démocratie multipartiste.

## Naissance
Pendant les siècles qui précédèrent 1800, la Chine était une puissance clef, en tête du monde. Mais au XIXe siècle, l'Empire chinois se voit dramatiquement dépassé par les puissances occidentales et leur dynamisme capitaliste, colonial et militaire. La dynastie Qing (1644-1911) n'arrive plus à faire face et ne parvient plus à garantir l'intégrité du territoire de l'Empire.
Les Européens prennent une avance technique considérable grâce à la mécanisation, à l'artillerie, à l'organisation de leurs banques et à l'idéologie capitaliste d'initiative commerciale. L'Europe s'est créée, par la force, de vastes empires[réf. nécessaire], et les Britanniques entendent exporter vers la Chine leur production indienne d'opium tandis que la Chine stagne dans sa situation féodale pré-industrielle. Les guerres de l'opium sont des victoires complètes des Occidentaux, même si les nobles mandchous se voilent la face en prétendant avoir « géré » la menace barbare. L'Occident, bientôt rejoint par le Japon modernisé sous l'ère Meiji, impose ses choix à la Chine, qui doit s'ouvrir davantage à l'extérieur et payer des indemnités de guerre. L'opposition modernisatrice chinoise met ses espoirs dans la Réforme des cent jours de 1898 ; le brillant mais utopiste Kang Youwei la séduit. Mais la réforme est finalement abattue dans le sang par les conservateurs. L'opposition se radicalise alors : elle devient anti-monarchique et prône une « république de Chine » selon le modèle occidental. Les réformes qu'entreprend tardivement et trop lentement Cixi vers 1905 ne sont pas suffisantes et sa mort est l'occasion d'une dernière contraction des conservateurs. En 1911, la révolte du Double 10 sonne le départ de l'insurrection républicaine. La république de Chine est rapidement proclamée à Nankin. Elle contrôle tout le sud de la Chine.

## Révolution chinoise et période des seigneurs de la guerre

### Révolution de 1911
Alors que la Chine est en effervescence politique, tant dans les hautes sphères que dans les regroupements de partisans libéraux et républicains, des groupes armés, secrets, s'organisent un peu partout. À Wuchang, et alors que ce n'était pas encore l'heure d'une révolte organisée, des explosions ont accidentellement lieu dans une cache d'armes républicaine de la ville. Les révolutionnaires doivent prendre précipitamment les armes et l'emportent finalement dans cette ville : c'est le soulèvement de Wuchang (武昌起義 wǔchāng qǐyì) du 10 octobre 1911. La nouvelle traversant la Chine, la révolution chinoise de 1911 est lancée. Un peu partout, les groupes secrets prennent les armes et appellent à leur tête Sun Yat-sen, qui revient en Chine en décembre 1911.

### Régime de Yuan Shikai
L'Empire s'effondre rapidement et Puyi, l'enfant empereur couronné en 1908, abdique. Le Kuomintang, parti nationaliste républicain fondé par Sun Yat-sen, accède au pouvoir. Mais Yuan Shikai, maître des principales forces armées de la dynastie, parvient à s'imposer comme arbitre. En échange de son ralliement, il succède à Sun Yat-sen à la présidence de la République. Mais lorsque Yuan Shikai ruine les espérances démocratiques et libérales en congédiant le parlement nouvellement établi, il provoque l'opposition des républicains. S'ensuit une période d'instabilité, de soulèvements républicains, de sécessions et de répressions visant notamment le Kuomintang. Au début de 1915, l'empire du Japon présente à Yuan Shikai ses Vingt et une demandes, qui visent à faire de la Chine un protectorat japonais de fait. Yuan Shikai tente de se faire proclamer Empereur de Chine : la cérémonie officielle ne peut avoir lieu, et il meurt peu de temps après.

### Les Seigneurs de la guerre (1916 - 1928)

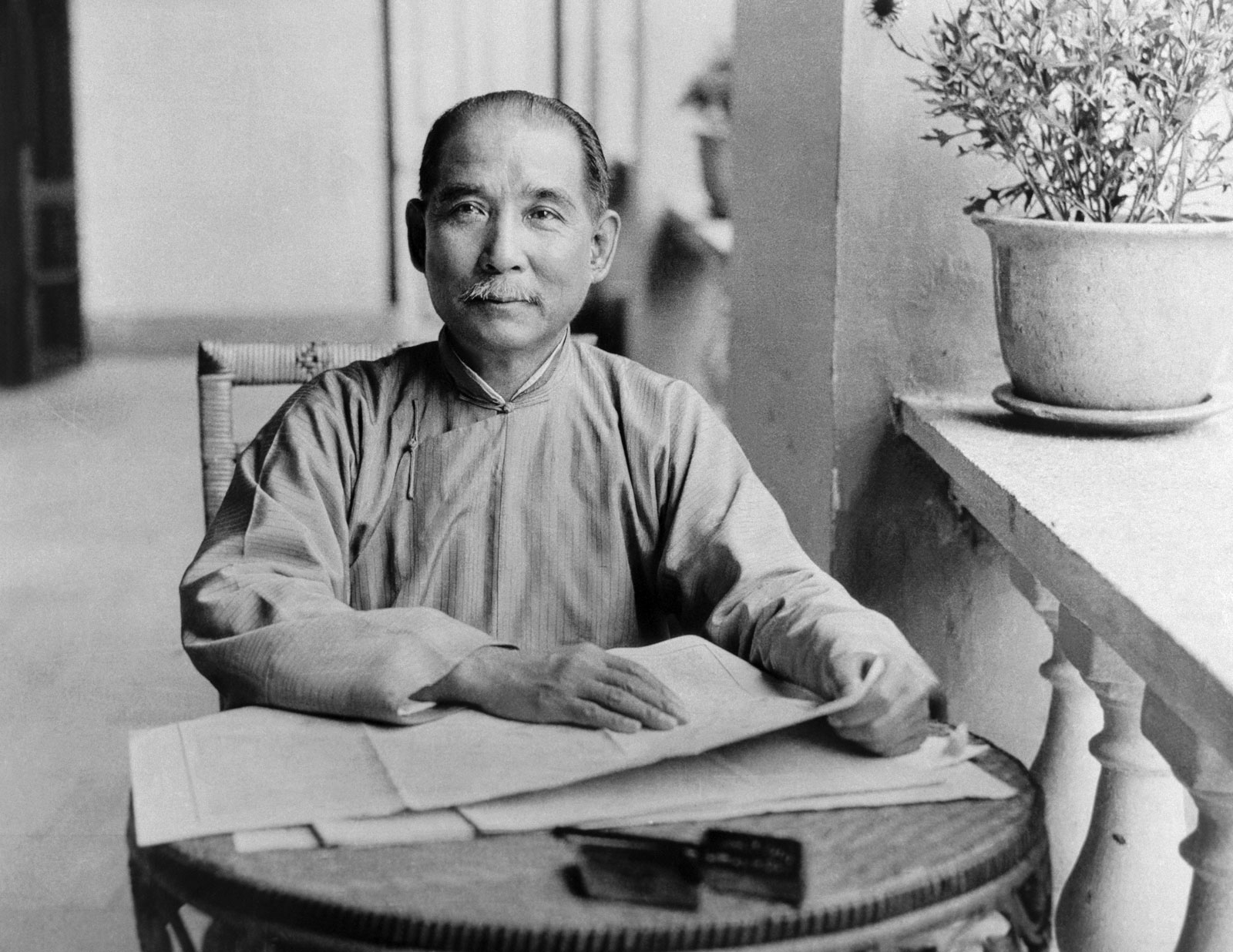
Sun Yat-sen.

À sa mort commence une nouvelle période d'instabilité : c'est la période dite des « Seigneurs de la guerre ». Les principaux généraux et chefs de guerre chinois se battent pour se tailler leur propre domaine de souveraineté. Ces Seigneurs de la guerre se partagent et disputent le nord de la Chine tandis que le gouvernement républicain contrôle le sud, et tente de reprendre le contrôle de l'ensemble. Le parti du Kuomintang est recréé et bénéficie notamment de l'aide matérielle de l'Union soviétique, qui envoie des conseillers politiques du Komintern. Sun Yat-sen dirige différents gouvernements, basés dans le sud de la Chine, qui visent à réunifier le pays. En 1919, le Japon fait accepter à la conférence de paix de Paris ses visées sur l'ancienne concession allemande du Shandong, après avoir conclu un traité secret en ce sens avec le gouvernement chinois, alors dominé par la faction de Duan Qirui. Cette nouvelle provoque en Chine une réaction nationaliste de grande ampleur, connue sous le nom de Mouvement du 4 mai : en juin, le gouvernement de la république de Chine finit par refuser de signer le traité de Versailles. Le Parti communiste chinois (PCC), créé en 1921, est allié au Kuomintang et, sur les conseils des soviétiques, ses membres pratiquent souvent la double appartenance au PCC et au KMT.
À la mort de Sun Yat-sen en 1925, le Kuomintang doit affronter une incertitude quant à sa succession : le général Tchang Kaï-chek fait partie des chefs émergents du parti. Il s'affirme notamment grâce à la création de l'Armée nationale révolutionnaire, une puissante force armée mise sur pied avec l'aide des soviétiques. En 1926, il lance l'opération dite de l'expédition du nord, pour reprendre le contrôle du nord du pays aux seigneurs de la guerre.

### La décennie de Nankin (1927 - 1937)
Durant cette période, Tchang Kaï-chek affirme son autorité sur le parti : en 1927, inquiet de voir les communistes gagner en influence, il rompt l'alliance et déclenche la purge du parti, dont le début est marqué par le massacre de Shanghai en avril. Le chef de l'aile gauche du Kuomintang, Wang Jingwei, déplace en janvier le gouvernement à Wuhan pour lutter contre les tendances autocratiques de Tchang. Mais ce dernier, dès avril, crée son propre gouvernement à Nankin. Pendant quelques mois, trois gouvernements se disputent la légitimité : celui de la faction de Tchang à Nankin, celui de Wang Jingwei à Wuhan, et celui de Zhang Zuolin à Pékin, soutenu par les Japonais. Mais Wang doit bientôt abandonner la partie et, au début 1928, Pékin est atteinte par les troupes du Kuomintang. Zhang Zuolin prend la fuite et est tué peu après dans un attentat organisé par ses anciens alliés japonais. Nankin devient la capitale du pays et Tchang Kaï-chek devient Chef de l'État avec le titre de Président du gouvernement central de la république de Chine.

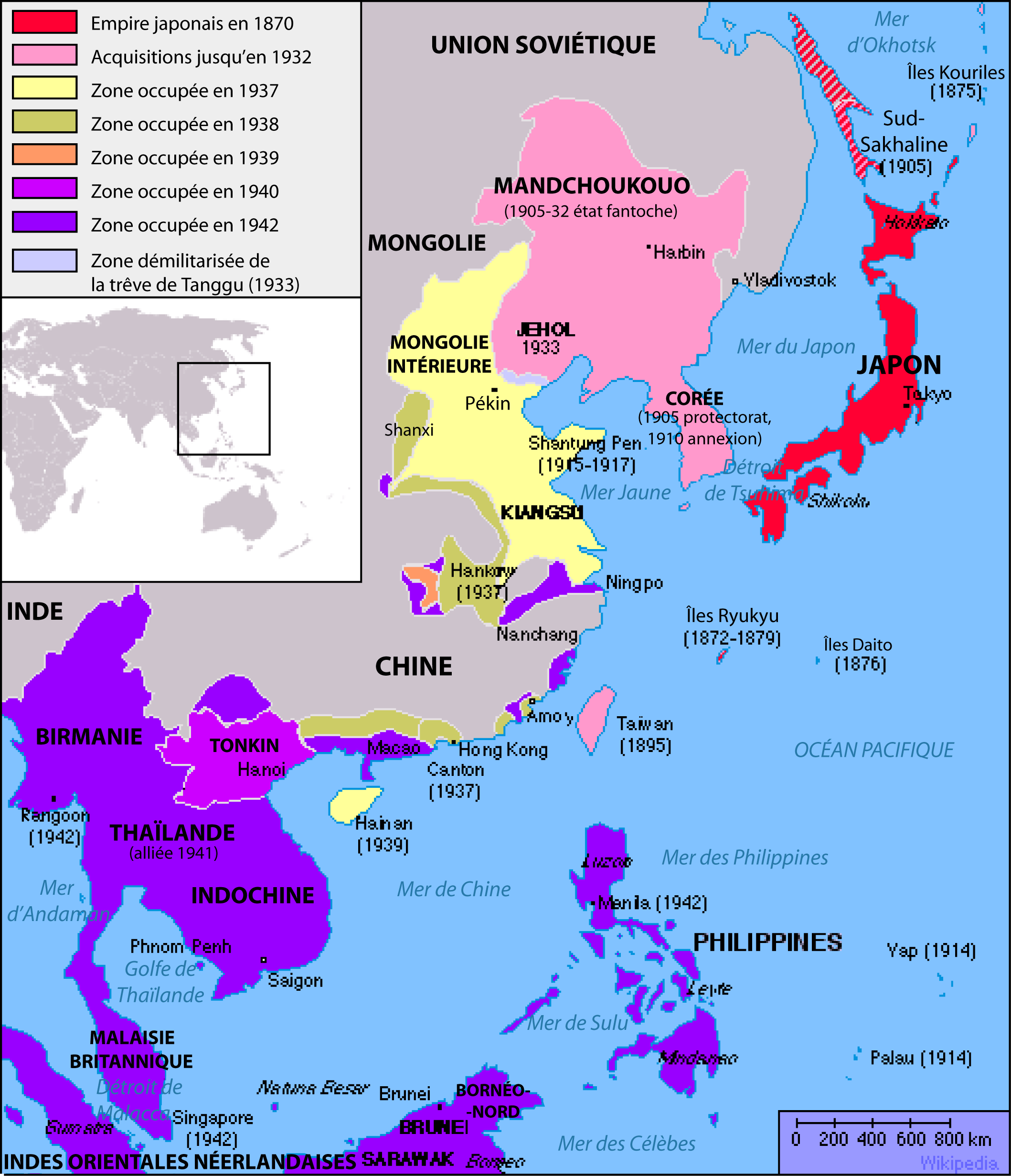
Conquêtes japonaises en Asie, de 1932 (Mandchourie) à 1945 (armistice)

L'opposition interne au Kuomintang ne désarme cependant pas : en 1930, la faction de Li Zongren, alliée à Wang Jingwei et aux seigneurs de la guerre Feng Yuxiang et Yan Xishan, affronte militairement les troupes de Tchang Kaï-chek, lequel remporte cependant la victoire. Les communistes n'ont pas abandonné les armes et continuent d'affronter le Kuomintang. En 1931, ils créent dans le Jiangxi l'enclave de la République soviétique chinoise.

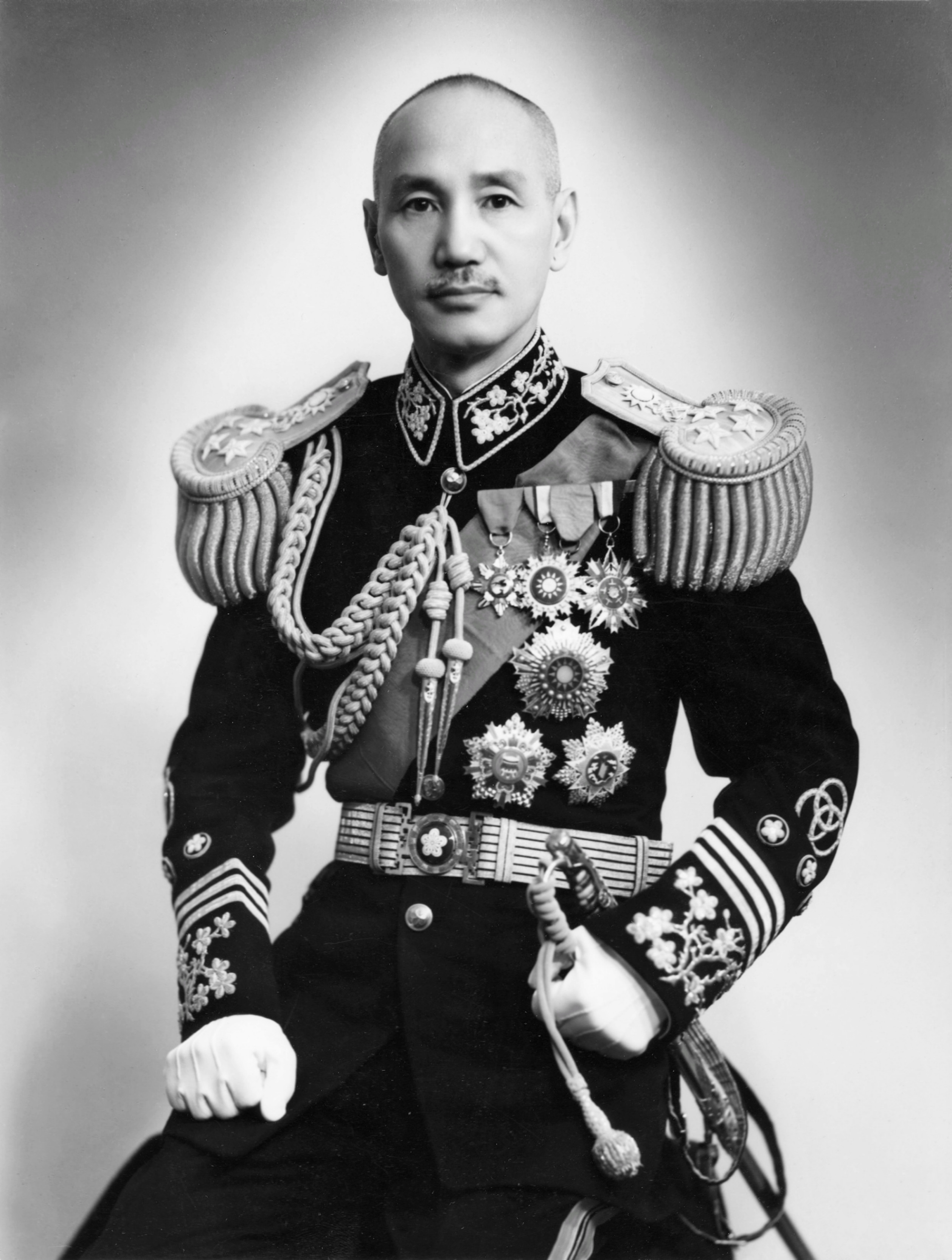
Tchang Kaï-chek en 1940.

Tchang Kaï-chek suscite de nouvelles oppositions au sein du Kuomintang en faisant arrêter Hu Hanmin, le chef du comité central, au début 1931. Le pays semble au bord d'un nouveau conflit. Mais, en septembre 1931, l'empire du Japon profite des derniers restes de chaos dans le nord de la Chine pour stopper la réunification chinoise qui se faisait au profit du gouvernement de Nankin. Les Japonais prennent le contrôle de la Mandchourie : l'État-client du Mandchoukouo est créé sur son territoire. Puyi y est à nouveau proclamé Empereur, tout en restant sous le contrôle du pouvoir japonais. Tchang Kaï-chek, devant cet échec, démissionne de son poste de président de la République. Il demeure cependant chef de l'armée et la politique expansionniste du Japon le fait bientôt apparaître comme un chef militaire indispensable. Dès 1935, il prend la tête du gouvernement.
Considérant que ses troupes sont encore trop faibles pour affronter les Japonais, Tchang concentre ses efforts contre les communistes : en 1934, son armée réussit enfin à briser la place-forte de la République soviétique chinoise au Jiangxi. Les communistes doivent fuir à travers le pays, dans l'épisode dit de la Longue Marche, au cours de laquelle Mao Zedong émerge comme chef incontesté du parti.
Le Japon continue sa politique expansionniste et multiplie les opérations pour étendre son influence, soutenant notamment les indépendantistes de Mongolie-Intérieure. À la fin 1936, Zhang Xueliang séquestre Tchang Kaï-chek pour le contraindre à conclure avec les communistes une trêve, aboutissant à un front commun contre les Japonais : c'est l'Accord de Xi'an, qui donne naissance au deuxième front uni chinois.

### Guerre contre le Japon (1937-1945)
En 1937, le Japon envahit le reste de la Chine, déclenchant un nouveau conflit, particulièrement sanglant, qui s'intègre à partir de 1941 au théâtre asiatique de la Seconde Guerre mondiale. Nationalistes, communistes et seigneurs de la guerre régionaux affrontent l'envahisseur mais subissent d'importantes défaites en 1937 et 1938. Le Japon contrôle la partie orientale du pays mais échoue à briser les enclaves nationalistes à l'ouest : le conflit s'enlise. À partir de 1940, le gouvernement national réorganisé de la république de Chine, créé par Wang Jingwei au service des Japonais, dispute la légitimité au gouvernement du Kuomintang, dont il usurpe le nom et l'emblème. La république de Chine ayant rejoint les Alliés à la fin 1941, les États-Unis apportent leur aide et font de la Chine une base pour leur aviation, d'où ils bombardent les positions japonaises. Pendant ce temps, les communistes privilégient les actions de guérilla et consolident leurs forces dans les zones rurales. À partir de 1942, les troupes de la république de Chine interviennent dans la campagne de Birmanie aux côtés du Royaume-Uni, utilisant les bases alliées en Inde comme position de repli. Le 15 mai 1945, la route de Birmanie est rouverte par les Alliés, ouvrant une voie terrestre pour le ravitaillement de la Chine.
En 1945, le Japon capitule, grâce surtout à l'effort américain et aux bombes d'Hiroshima et Nagasaki. L'Union soviétique a également hâté la reddition japonaise en envahissant la Mandchourie, dont elle laisse ensuite le contrôle au Parti communiste chinois.
Taïwan est rendue, avec les Pescadores à la Chine par le Japon à la suite du traité de San Francisco (1951), signé entre les États-Unis et le Japon. Le Traité de Taipei, traité de paix signé en 1952 entre la république de Chine et le Japon, confirme également cela.
À la suite de la reddition japonaise, les troupes gouvernementales chinoises investissent le nord de l'Indochine française, pour participer au désarmement des Japonais présents dans le pays. La France est obligée de négocier le départ des troupes chinoises de sa colonie ; la Chine obtient en contrepartie le renoncement des Français à tous leurs privilèges en Chine, depuis les traités inégaux, comprenant les concessions territoriales et les avantages commerciaux. La Chine obtient de son côté des avantages commerciaux en Indochine.

## Reprise de la guerre civile et victoire des communistes (1945-1949)
Tchang Kaï-chek exerce un contrôle militaire sur l'essentiel du pays, en particulier les grandes villes, tandis que Mao contrôle d'importantes zones rurales du Nord du pays. Après quelques affrontements en 1945, la guerre civile reprend de manière ouverte dès 1946. De 1945 à 1948, Mao reprend progressivement toutes les campagnes de Chine. Le régime tente de se stabiliser et de se légitimer : alors que la Chine n'avait connu depuis 1912 que des constitutions provisoires, une nouvelle constitution est adoptée début 1947 et entre officiellement en vigueur à la fin de l'année. Mais les communistes continuent leur avancée et les armées nationalistes subissent revers sur revers. En janvier 1949, Tchang démissionne de son poste de président. Li Zongren assure l'intérim, mais il est bien vite évincé par Tchang, qui reprend le pouvoir dans les faits.
En octobre 1949, les communistes proclament la république populaire de Chine à Pékin. En décembre, les dirigeants du Kuomintang et environ deux millions de continentaux s'exilent massivement sur l'île de Taïwan, reprise au Japon en 1945. Le gouvernement nationaliste chinois y installe, de manière censément provisoire, la république de Chine.
Les derniers combats ont lieu au printemps 1950, quand le régime communiste annexe l'île de Hainan et quelques autres territoires, Taïwan demeurant le principal bastion nationaliste.

## La république de Chine à Taïwan

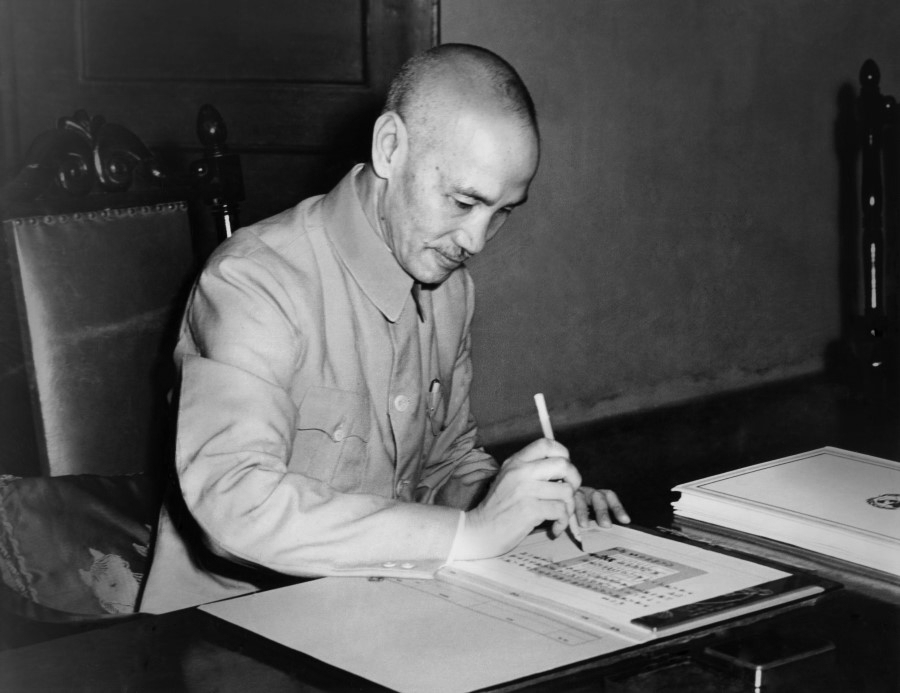
Tchang Kaï-chek signant la Charte des Nations unies.

Le parti continental du Kuomintang, installé sur Taïwan, reste longtemps le parti unique, et l'appellation chinoise de « république de Chine » est encore de nos jours le nom officiel du régime de Taïwan. Étant initialement le seul régime chinois reconnu par le monde non-communiste, la république de Chine conserve après la retraite à Taïwan le siège de la Chine aux Nations unies.

### Retraite, crispation, et mainmise du Kuomintang

En bleu clair, les territoires réclamés par Tchang Kaï-chek et la république de Chine. En bleu foncé, les territoires effectivement administrés par le régime. Cette vision ne sera abandonnée que dans les années 1980.

Le régime de la « république de Chine » n'est présent que sur l'île de Taïwan et quelques autres petites îles des environs, mais continue à prétendre une souveraineté sur l'ensemble de la Chine. La période 1945-1949 est particulièrement difficile. Les continentaux du Kuomintang sont largement corrompus, l'île jusque-là japonaise et relativement en paix est vampirisée pour les derniers efforts de guerre sur le continent, l'économie de l'île est coulée par l'inflation du continent.
Le renouveau est rendu possible par la défaite sur le continent : les liens sont coupés. Un autre point décisif est la réforme agraire de Chen Cheng (1949), pour que les paysans taiwanais soient insensibles à la propagande communiste, le Kuomintang permet ici de répartir les terres agricoles entre les paysans, affaiblissant du même coup les grands propriétaires taiwanais (tout de même indemnisés).
Le Kuomintang de Tchang a désormais le plein contrôle de l'île, qu'il place sous un régime de loi martiale (19 mai 1949-17 octobre 1987), et fait la chasse aux communistes, mais les « lois contre la subversion » sont finalement utilisées contre tous les opposants, jusqu'à « ceux qui savent mais ne dénoncent pas ». La guerre froide, et tout particulièrement la guerre de Corée, permettent au régime du Kuomintang de se positionner à nouveau en allié incontournable des États-Unis en Asie. L'importante aide américaine (1951-1965) permet au Kuomintang de poursuivre facilement la politique de modernisation entreprise sous le gouvernorat japonais. Après la première crise du détroit de Taïwan, un traité d'assistance militaire est signé entre la Chine nationaliste et les États-Unis. Avec les dirigeants d'autres pays asiatiques, notamment la Corée du Sud, le Kuomintang appuie la formation en 1954 de la Ligue anticommuniste des peuples d’Asie (Asian Peoples' Anti-Communist League ou APACL). Elle devient en 1966 la Ligue anticommuniste mondiale (World Anti-Communist League, d'où l'acronyme WACL).

### Miracle industrio-économique et premières mise en doute
Le miracle industrio-économique de Taïwan et le temps passé permet l'émergence d'une nouvelle élite intellectuelle démocrate. Lorsqu'en 1956, Tchang Kaï-chek se déclare « sans préjugé et à l'écoute de la nation » , Lei Zhen et l'équipe de La Chine Libre s'engage dans la rédaction d'analyses-critiques de la politique du Kuomindang, puis de la constitution même. Les 5 élus taiwanais rejoignent logiquement le mouvement, qui prend le nom de Parti Démocratique Chinois, mais le 4 septembre 1960, ses leaders sont emprisonnés, tuant l'alliance des élites démocrates chinoise et taiwanaise.

### Dernières années de Tchang et affaiblissement du Kuomintang
Par ailleurs, la république populaire de Chine et l'Union soviétique étant désormais en opposition franche, les É.-U. se rapprochent de la Chine populaire. En 1971, la résolution 2758 de l'ONU retire le siège de membre permanent au gouvernement de république de Chine pour l'« offrir » au gouvernement de la Chine populaire, ce qui entraine une crise diplomatique entre la république de Chine et les États-Unis.

Les dernières années de Tchang (mort en 1975), permirent l'apparition d'élus « Hors parti ». Mais c'est surtout lorsque son fils Chiang Ching-kuo arriva au pouvoir -selon sa volonté- que des Taiwanais de souche accèdent aux postes de responsabilité politique. Li Tenghui devient ainsi maire de Taipei en 1978, gouverneur de la province en 1981, puis vice-président de la République en 1984.

### Les mouvements démocratiques, les «Hors parti», et Chiang Ching-kuo
Les élus locaux n'étaient en fait pas libres de tout leur choix, tandis que le pouvoir central était encore sous le contrôle des parlementaires élus en terre chinoise, et promis à retrouver leur place après la reconquête prévue. Mais les opposants et le mouvement « Hors parti » profitent de chaque élection locale comme d'une tribune, et certaines fraudes du Kuomintang ravivèrent la conscience politique et les aspirations démocrates des habitants. À partir de 1969, des réformes permettent de timides percées de l'opposition aux législatives de 1972, mais surtout de 1975, puis de 1977 et sa participation record, marquée par l'émeute de Zhongli, et les « Douze grands travaux politiques » de leur programme commun. 1979 est un pas de plus dans le sens des « Hors parti », des incidents éclatèrent (l'Affaire Formosa). Le gouvernement lance alors une vague d'arrestations chez les « Hors parti », ruinant la construction du mouvement. Le procès qui suit, avec l'accusation de leaders tel Annette Lu, les mit durablement en lumière, et permit l'apparition d'avocats brillants, tel Chen Shui-bian, et lance un soutien populaire envers les leaders restant éligibles: Su Zhengchang, Xie Zhangting, Cheng Shui-bian élus en 1980. En 1983, une « Amicale des Hors parti » est créée, se comportant comme des permanences de parti politique, mais sans enfreindre les points de la loi anti subversion. Mais en 1986, la décision est prise de se faire dénommer désormais Parti démocrate progressiste (ou Minjindang), un défi lancé au Kuomintang, et Chiang Ching-kuo répondit en déclarant « Les temps changent, le contexte change, les grandes tendances changent », encourageant à la réforme du Kuomintang. L'avancée du PDP aux législatives de 1986 confirma la « tendance », le KMT ne semble pas pouvoir répondre, et la population de l'île s'agite. Le 14 octobre 1987, la loi martiale est levée par Chiang Ching-kuo, la censure de la presse est levée en janvier 88. Chiang meurt le 13 janvier 1988, et Li Denghui, taiwanais de souche, lui succède.

### Réformes et Démocratisation sous Li Tenghui
Li Tenghui (ou Lee Teng-hui), taiwanais de souche, continue l'ouverture entreprise, insuffle au KMT une direction progressiste qui fait le jeu des réformes et de l'opposition, Li Tenghui se plaçant en médiateur entre les conservateurs du KMT et les réformateurs populaires du PDP. Sous la pression populaire, une loi pour la « démission volontaire » des parlementaires de « l'assemblée nationale [chinoise] éternelle » est proposée le 7 novembre 1988 -avec indemnités-, et en 1989, les démocrates progressent encore avec 40 % des votes. Le Kuomintang se divisa (02/1989) et les étudiants se lancent alors dans des sittings pacifistes pour la démocratie, pour l'élection présidentielle au suffrage universel, et pour la démission des vieux parlementaires en poste depuis 1947. Li Tenghui, réformateur, en sort renforcé, et propose une révision de la constitution et une réforme en faveur du pluripartisme. Mais une partie du KMT souhaite un raffermissement, et Li Tenghui nomme donc Hao Bocun -un militaire- au poste de Premier ministre, créant une réaction populaire, qui affaiblit donc la ligne dure du KMT, et légitime la modération de Li Tenghui. La question des vieux parlementaire est finalement réglée en limitant les dernières indemnités jusqu'au 31 décembre 1991. Beaucoup de vieux parlementaires quittent le parlement, dissolvant la ligne la plus dure du KMT, et débloquant la vie parlementaire. La démocratisation continue, les taiwanais de souche investissant de plus en plus la politique du pays, amenant davantage de représentativité, les divergences n'en disparaissent pas pour autant. En 1996, les premières élections présidentielles au suffrage universel reconduisent Li Tenghui.

### Polarisation autour de l'idée d'indépendance officielle
Mais le changement est sans doute ailleurs, la démocratisation a également amenée la discussion sur le « Statut de Taiwan », de l'île, car l'état continue de se prétendre un état chinois, légitime souverain de l'ensemble de la Chine. Des voix s'élèvent pour demander la clarification de ce statut en faveur de la déclaration d'un état taiwanais, purement insulaire, reflétant l'état de fait, et qui abandonnerait donc l'appellation de « république de Chine » pour quelque chose du type « république de Taïwan ». D'abord, de tels militantismes ont été réprimés dans le cadre de la loi contre la subversion (années 1970, 1980), les auteurs de tels idées étant arrêtés. Mais la réalité des faits, et la volonté de se dissocier de l'état communiste de la république populaire de Chine, actrice de la répression de Tian'anmen conduit des Taïwanais de souche et certains immigrés chinois à militer en faveur de cette officialisation de l'indépendance, le PDP se montrant officieusement favorable à ceci, sans réellement s'impliquer.
Avec l'élection du candidat du PDP Chen Shuibian à la présidence, en 2000, devenant ainsi le premier président hors KMT, l'idée d'indépendance et de fin de la « république de Chine » est renforcée, mais le KMT et la Chine populaire s'opposent vivement à cette idée, et la réaction s'organise. Le KMT empêche la tenue d'un référendum, tandis que la Chine populaire - qui souhaite toujours récupérer l'île - menace l'île de représailles militaires en cas de déclaration d'indépendance.

En 2004, Chen Shuibian est réélu, mais ne parvient pas à imposer ses vues indépendantistes à la population qui, majoritairement, se satisfait d'un statu quo pacifique qui permet la stabilité et la prospérité économique de l'île. En mars 2005, la Chine populaire rationalise et officialise sa position par les 10 points de la Loi anti sécession chinoise de 2005.
De nos jours, la « république de Chine » existe donc encore, à Taïwan, et se pose la question de son existence en tant que future province de la république populaire de Chine ; en tant qu'entité étatique non reconnue de la république de Chine (statu quo) ; ou en tant qu'État de la « république de Taiwan » réclamant une reconnaissance d'État.

### Retour du Kuomintang
Le 3 décembre 2005, le Kuomintang sort large vainqueur des élections régionales.
Lors de l'élection présidentielle taïwanaise de mars 2008, Ma Ying-jeou, candidat du Kuomintang est élu à la présidence.
Le 20 mai 2008, au terme de son mandat, Chen Shui-bian perd son immunité et redevient simple citoyen avec interdiction de quitter Taïwan. Le 11 novembre de la même année, il est mis en examen pour corruption et arrêté. Le 11 septembre 2009, Chen Shui-bian est jugé coupable de corruption, détournement de fonds et blanchiment d'argent pour un montant de 490 millions NT$. Il est condamné par la justice taïwanaise à la réclusion criminelle à perpétuité et doit en outre verser une amende de 200 millions NT$. Il est ainsi le premier président taïwanais à être condamné à une peine de prison. Le 11 juin 2010, la Haute Cour de justice commute sa peine de prison à 20 ans, l'ayant reconnu innocent du détournement de certains fonds diplomatiques trois jours plus tôt. Le 19 août 2010, le parlement taïwanais vote un amendement proclamant que les anciens présidents et vice-présidents reconnus coupables de corruption ou de sédition se verraient destitués de leurs avantages (rente mensuelle de l'état, notes de frais, gardes du corps, etc.).
Le Kuomintang signe des accords avec la Chine continentale. Des lois facilitant les échanges de marchandises et de la circulation des personnes entre les deux parties du détroit. Des lignes aériennes entre différentes grandes villes du continent et de l'île.
Le 14 janvier 2012, Ma Ying-jeou est réélu à la présidence et le Kuomintang prend une majorité de 64 sièges sur 113 au parlement.

### Le parti démocrate progressiste au pouvoir
En janvier 2016, le parti démocrate progressiste remporte à la fois les élections présidentielle et législatives, ce qui ne s'était encore jamais produit. Tsai Ing-wen devient par ailleurs la première femme présidente. Deux ans plus tard, lors des élections provinciales et municipales du 24 novembre 2018, le DPP sort perdant du scrutin, ne conservant que six sièges municipaux sur 22, tandis que 15 sièges reviennent au Kuomintang.
En janvier 2020, Tsai Ing-wen est néanmoins réélue avec 57,1 % des voix devant Han Kuo-yu, le candidat pro-Pékin et avec un taux de participation record de 74,9 %. Avec 61 députés sur 113, son parti conserve la majorité au parlement malgré la perte de sept sièges.